# Sigrid Söderlund
Sigrid Kristina Söderlund, född den 24 juni 1921 i Göteborg, död den 5 mars 2012 i Stockholm, var en svensk läkare. Hon var dotter till Gustaf Söderlund och moster till Claude Marcus.
Sigrid Söderlund blev nordisk och svensk mästare på florett 1939. Hon avlade studentexamen i Stockholm 1940, medicine kandidatexamen 1949 och medicine licentiatexamen 1954. Sigrid Söderlund blev medicine doktor och docent i barnkirurgi vid Karolinska institutet 1960. Efter att ha haft olika amanuens- och underläkareförordnanden 1948–1954 var hon underläkare vid barnkirurgiska kliniken på Kronprinsessan Lovisas barnsjukhus, underläkare vid kirurgiska kliniken på Serafimerlasarettet och Sankt Görans sjukhus samt underläkare vid thoraxkirurgiska kliniken på Karolinska sjukhuset 1954–1965, biträdande överläkare vid barnkliniken på Kronprinsessan Lovisas barnsjukhus 1965–1969 och på Sankt Görans sjukhus 1970–1974. Sigrid Söderlund blev överläkare och klinikchef på Sankt Görans sjukhus 1974, vilket hon förblev till sin pensionering 1987. Hon publicerade skrifter inom områdena barnkirurgi, allmänkirurgi och thoraxkirurgi.